# Campeonato Mundial de Voleibol Masculino de 1949
El I Campeonato Mundial de Voleibol Masculino se celebró en Praga (Checoslovaquia) entre el 10 y el 18 de septiembre de 1949 bajo la organización de la Federación Internacional de Voleibol (FIVB) y la Federación Checoslovaca de Voleibol.

## Grupos
| Grupo A         | Grupo B  | Grupo C        |
| --------------- | -------- | -------------- |
| Unión Soviética | Bulgaria | Checoslovaquia |
| Hungría         | Italia   | Países Bajos   |
| Rumanía         | Francia  | Polonia        |
| Bélgica         |          |                |

## Primera fase

### Grupo A
| Equipo          | J | G | P | SG | SP | DS | PTS |
| --------------- | - | - | - | -- | -- | -- | --- |
| Unión Soviética | 3 | 3 | 0 | 9  | 0  | +9 | 6   |
| Rumanía         | 3 | 2 | 1 | 6  | 3  | +3 | 5   |
| Hungría         | 3 | 1 | 2 | 3  | 6  | -3 | 4   |
| Bélgica         | 3 | 0 | 3 | 0  | 9  | -9 | 3   |

### Grupo B
| Equipo   | J | G | P | SG | SP | DS | PTS |
| -------- | - | - | - | -- | -- | -- | --- |
| Bulgaria | 2 | 2 | 0 | 6  | 1  | +5 | 4   |
| Francia  | 2 | 1 | 1 | 3  | 4  | -1 | 3   |
| Italia   | 2 | 0 | 2 | 2  | 6  | -4 | 2   |

### Grupo C
| Equipo         | J | G | P | SG | SP | DS | PTS |
| -------------- | - | - | - | -- | -- | -- | --- |
| Checoslovaquia | 2 | 2 | 0 | 6  | 0  | +6 | 4   |
| Polonia        | 2 | 1 | 1 | 3  | 3  | 0  | 3   |
| Países Bajos   | 2 | 0 | 2 | 0  | 6  | -6 | 2   |

## Fase final
| Equipo          | J | G | P | SG | SP | DS  | PTS |
| --------------- | - | - | - | -- | -- | --- | --- |
| Unión Soviética | 5 | 5 | 0 | 15 | 2  | +13 | 10  |
| Checoslovaquia  | 5 | 4 | 1 | 13 | 3  | +10 | 9   |
| Bulgaria        | 5 | 3 | 2 | 9  | 9  | 0   | 8   |
| Polonia         | 5 | 2 | 3 | 8  | 11 | -3  | 7   |
| Rumanía         | 5 | 1 | 4 | 6  | 12 | -6  | 6   |
| Francia         | 5 | 0 | 5 | 1  | 15 | +14 | 5   |

## Medallero
|                 |                |          |
| Unión Soviética | Checoslovaquia | Bulgaria |

## Clasificación general
| 1. Unión Soviética |
| 2. Checoslovaquia  |
| 3. Bulgaria        |
| 4. Polonia         |
| 5. Rumanía         |
| 6. Francia         |
| 7. Hungría         |
| 8. Italia          |
| 9. Bélgica         |
| 10. Países Bajos   |

| Predecesor: – | I Campeonato Mundial de Voleibol Masculino 1949 | Sucesor: Unión Soviética 1952 |

- Datos: Q918152